# Szkoła Mistrzów Reklamy
Szkoła Mistrzów Reklamy – prywatna szkoła reklamy, utworzona w 2006 jako pierwsza w Polsce szkoła reklamy typu „portfolio”, na wzór amerykańskich Miami Ad School czy Chicago Portfolio School.

## Profil szkoły
SMR to jedyna w Polsce szkoła typu zawodowego, przygotowująca do pracy w agencjach reklamowych. Zajęcia prowadzone są on-line, w siedzibach warszawskich agencji reklamowych (weekendowo) oraz w siedzibach klientów. Szkoła jest ściśle związana ze środowiskiem reklamowym i nie zatrudnia nauczycieli akademickich – nauczycielami/instruktorami są praktycy, na co dzień pracujący w agencjach reklamowych.
Szkoła Mistrzów Reklamy współpracuje z Minneapolis College of Art and Design – w ramach współpracy realizowane są wspólne projekty oraz wymiana studencka.
Początkowo SMR funkcjonowała jako studium przy Akademii Leona Koźmińskiego w Warszawie, od 2011 usamodzielniona.
W 2016 r, jako pierwsza w Polsce, szkoła wprowadziła system odroczonych płatności, w ramach którego studenci wybranych kursów mogą zapłacić za naukę dopiero po znalezieniu pracy.

## Działalność szkoły
W ramach zajęć studenci realizują również projekty dla prawdziwych klientów, min. dla Polskiej Unii Medycyny Transplantacyjnej, Ministerstwa Pracy i Polityki Społecznej, Polskiej Agencji Rozwiązywania Problemów Alkoholowych, Państwowej Inspekcji Pracy, Akademii Rozwoju Filantropii, Hospicjum dla Dzieci, Fundacji Krwinka, Krajowego Centrum ds. Aids i innych.

## Prowadzone kursy
Obecnie szkoła daje możliwość podjęcia nauki na sześciu kursach prowadzonych w Warszawie. Kursy odpowiadają zawodom związanym z reklamą:
- copywriting/ art direction
- strategia komunikacji marki
- event management
- account management
- social media
- media planning
- reżyseria filmu reklamowego